# Aconitum kusnezoffii
Aconitum kusnezoffii, también conocido como acónito de Kusnezov, es una especie de planta de flores de la familia (Ranunculaceae).  Es nativo de China, Corea y Mongolia.

## Características
Es una planta herbácea perenne que alcanza los 70-150 cm de altura con caudex cónico o en forma de zanahoria, de 2,5 a 5 cm, 7 - 12 mm de diámetro. El tallo, generalmente ramificado, glabro, con hojas igualmente dispuestas a lo largo del tallo. Las caulinarias proximales marchitas en la antesis, las medias poco a largo pecioladas, con pecíolo de 3 - 11 cm, glabras; La lámina es pentagonal, de 9 - 16 × 10 - 20 cm, como de papel o subcoriáceas y abaxialmente glabras, adaxialmente escasamente pubescentes, con la base cordada, el ápice acuminado, dividido  o lobulado. Inflorescencia terminal, con 9 a 22 flores; raquis y pedicelos glabros. Pedicelos proximales 1.8 - 3.5 (- 5) cm, con 2 bracteolas. Sépalos de color púrpura-azul. Pétalos de 3 a 4 mm de ancho, labio 3 a 5 mm. Los frutos son folículos erectos, (0,8 -) 1,2 - 2 cm. Semillas de 2,5 mm. Fl. Julio-septiembre.

## Distribución y hábitat
Se encuentra en laderas cubiertas de hierba, pastizales, bosques, márgenes de bosques cerca de las corrientes, a una altitud de 2000 - 2400 m s. n. m., en Hebei, Heilongjiang, Jilin, Liaoning, Mongolia Interior, Shanxi, en China y en Corea, Rusia (Siberia).

## Propiedades
Todas las partes de las plantas del género Aconitum contenienen alcaloides, principalmente aconitina, cuya elevada toxicidad supone un riesgo incluso en cantidades mínimas por sus potentes efectos cardiotóxicos y neurotóxicos. Bastan 2 mg de sustancia para provocar la muerte a un ser humano adulto. Las raíces son el órgano más rico en aconitina, pero toda la planta es peligrosa, incluyendo sus semillas.
En medicina tradicional china se ha utilizado su raíz como anestésico y en tratamientos de reumatismo, ciática,  y hemiplejía, pero debido a su extremada toxicidad no debe ser usado bajo ningún concepto como tratamiento casero.

## Taxonomía
Aconitum kusnezoffii, fue descrita  por Ludwig Reichenbach y publicado en Illustratio Specierum Aconiti Generis , pl. 21, en el año 1823.
Etimología
Ver:Aconitum
kusnezoffii: epíteto otorgado en honor de Kusnexov.
Citología
El número de cromosomas es de:  2n = 32 
Sinonimia
- Aconitum pulcherrimum Nakai
- Aconitum pulcherrimum subsp. luferovii Vorosch.
- Aconitum pulcherrimum var. tenuisectum (Regel) Nakai
- Aconitum triphylloides Nakai
- Aconitum villosum Maxim.
- Aconitum volubile var. pulcherrimum (Nakai) U.C.La
- Aconitum yamatsutae Nakai[3]

var. gibbiferum (Rchb.) Regel
- Aconitum gibbiferum Rchb.
- Aconitum kusnezoffii var. gibbiferum (Rchb.) Regel[4]

var. kusnezoffii
- Aconitum kusnezoffii var. tenuisectum Regel
- Aconitum pulcherrimum var. dissectum (Regel) Nakai	[5]